# Хельме, Март
Март Хе́льме (род. 31 октября 1949, Пярну) — эстонский публицист, дипломат и политик. Основатель и бывший председатель Консервативной народной партии Эстонии.

## Биография
Прабабушка Марта Хельме — русская Татьяна Хендриксманн, дочь Сергея и Екатерина Зимарьевых. 
Март Хельме окончил Пярнускую гимназию Койдула (бывшая 2-я средняя школа г. Пярну) в 1968 году, а в 1973 году исторический факультет Тартуского университета.

## Карьера
В молодости увлекался музыкой, был участником студенческого вокально-инструментального ансамбля «Fix» (позже превратившегося в профессиональный эстрадный коллектив) при Тартуском доме культуры, где играл на бас-гитаре и пел.
До 1992 года работал исполнительным директором Союза писателей Эстонии.
В 1994 году поступил на работу в Министерство иностранных дел Эстонской республики, а в 1995 году был назначен президентом Леннартом Мери чрезвычайным и полномочным послом Эстонии в Российской Федерации. После окончания аккредитации в 1999 году вернулся в Эстонию и занимал должность заместителя канцлера Министерства иностранных дел по политике и прессе. В 1999 году вступил в Клуб консерваторов. В 2003—2004 годах работал советником министра сельского хозяйства. В 2005–2009 годах был советником депутата Европарламента Тунне Келама, с 2001 года работал преподавателем Международного университета Audentes. С 2009 года — председатель правления издательства Kunst. Является главным редактором журнала «Maailma Vaade».
С апреле 2013 года по июль 2020 года возглавлял Консервативную народную партию Эстонии.
С 29 апреля 2019 года по 9 ноября 2020 года занимал должность министра внутренних дел Эстонии во втором правительстве Юри Ратаса[1]. После отставки с поста министра вернулся в состав Рийгикогу, стал членом парламентской комисии по иностранным делам.

## Скандалы и вотумы недоверия
16 декабря 2019 года Март Хельме в эстонской радиопередаче подверг критике премьер-министра Финляндии Санну Марин. Март заявил: «Теперь мы стали свидетелями того, как одна продавщица стала премьер-министром и как некоторые другие уличные активисты и необразованные люди стали членами правительства». На следующий день оппозиционные партии подали заявление о вотуме недоверия министру, которое подписали 46 депутатов Рийгикогу. Вотум недоверия провалился. Президент Эстонии, Керсти Кальюлайд, извинилась перед президентом и премьер-министром Финляндии за поведение Хельме. Март заявлял, что не будет извиняться, но через несколько часов принёс свои извинения премьер-министру Финляндии.
Последний скандал на посту министра внутренних дел разразился 8 ноября и был связан с высказываниями Марта Хельме в эфире эстонского радио TRE, где он назвал новоизбранного президента США Джо Байдена «Коррумпированным типом», а итог президентских выборов в Америке назвал победой истеблишмента и сделал предположение о фальсификации выборов. Партия реформ готовила вотум недоверия в парламенте 9 ноября, однако в связи с добровольным уходом в отставку, голосование в Рийгикогу не состоялось.

## Семейное положение
Рейн Хельме является братом Марта Хельме. Был женат на Сирье Хельме. В этом браке родилось трое детей — дочь Трийн Паппель и близнецы, сын Мартин Хельме и дочь Маарья Вайно.
Впоследствии женился на Хелле-Монике Хельме (Томинг). В этом браке родилось двое детей: 13 октября 2004 года — дочь Анна-Мартина и 11 апреля 2000 года сын Марк-Александер. Также в семье воспитывается сын Моники — Аап.
Хельме принадлежит господский дом мызы Сууре-Ляхтру.

## Публицистика на русском языке

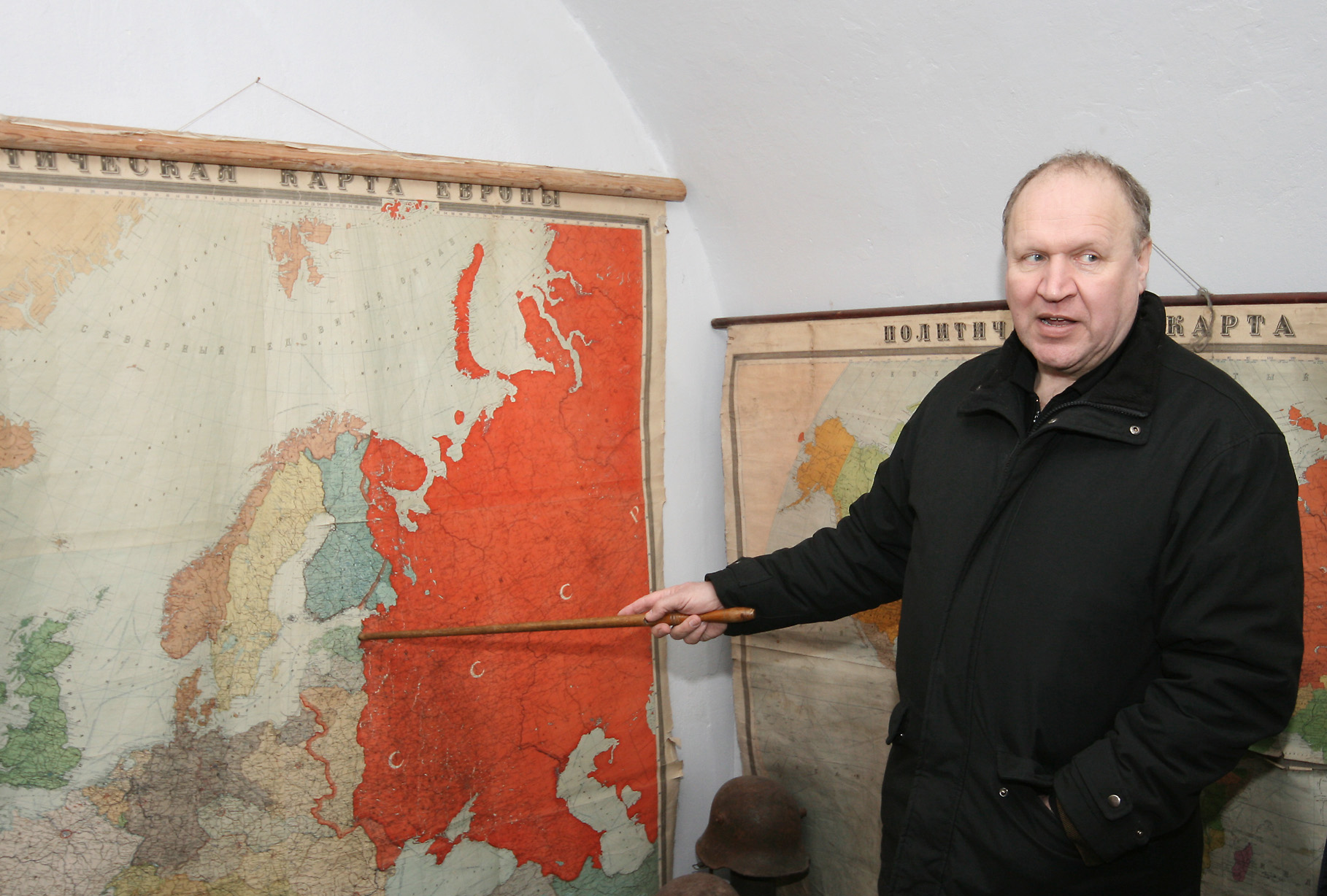
Хельме в 2008 году

Регулярно публикует статьи, которые рассматриваются российскими СМИ как антироссийские. Некоторые из этих статей повторно публикуются в других изданиях. Так, вышедшую 4 сентября 2008 года на DELFI.ee статью Хельме «Великий план Империи Зла» 9 сентября того же года перепечатал экстремистский сайт Кавказ-центр.
В то же время считает, что с Россией необходимо налаживать отношения, а также высказывал сожаления о сложных отношениях России и Эстонии.

## Демонтаж памятника Бронзовый солдат
Во время апрельского кризиса 2007 года, связанного с демонтажом памятника Бронзовый солдат на площади Тынисмяги в Таллине, присоединился к подписавшим открытое письмо в поддержку действий правительства Эстонии, автором которого был преподаватель того же университета Audentes Евген Цыбуленко.

## Цитата
Эстония — пограничное государство, а эстонский народ — пограничный народ, чьё существование в течение всего последнего тысячелетия находилось под угрозой. Мы не можем позволить себе роскоши прикидываться дураками по рецептам красных профессоров или левых либералов. Мы должны видеть вещи такими, какие они есть в реальности: Россию своим исконным врагом, критическую массу здешних русских пятой колонной Москвы, а мультикультурных либералов — ослабляющими и разрушающими тело нации.
Мы должны быть постоянно готовы постоять за себя. Потому что это зачитывается. А не болтовня евротётушек о понимании и прощении.
Оригинальный текст (эст.)Eesti on piiririik ja eesti rahvas piirirahvas, kelle olemasolu on kogu viimase aastatuhande jooksul olnud ohus. Meie ei saa endale lubada luksust punaprofessorite või vasakliberaalide retseptide kohaselt lolli mängida. Me peame nägema asju nii, nagu need reaalsuses on: Venemaad oma põlisvaenlasena, siinsete venelaste kriitilist massi Moskva viienda kolonnina ja multikulturalistlikke liberaale rahvuskehandi nõrgestajate ja lõhestajatena.

Ja peame olema aina valmis enda eest seisma. Sest see loeb. Mitte aga eurotädilik loba mõistmisest ja andestamisest.

## Книги и статьи
- India Ašoka ajal : auhinnatöö. Кафедра общей истории ТГУ, Тарту, 1972.
- Kremli tähtede all. Таллин, 2002. ISBN 9985-54-051-4
- Pronksiöö proloog: artiklite kogumik. Таллин, 2007. ISBN 978-9949-437-04-7
- Kaks mõõka: Hiina juttude kogumik. Таллин, 2009. ISBN 978-9949-437-45-0

### Список статей
- Muutuv NATO, muutuv Põhjala (недоступная ссылка) — Eesti Päevaleht, 22 ноября 2002
- Venemaa hingab endiselt kuklasse — Postimees, 2 июля 2004
- Eesti välispoliitika: viletsus, ei mingit hiilgust (недоступная ссылка) — Sirp, 6 июня 2005
- Millest räägib punane särgike (недоступная ссылка) — Sirp, 7 октября 2005
- Kurjuse impeeriumi taassünd — Delfi.ee, 22 января 2007
- Puhka rahus, Boriss Nikolajevitš Jeltsin! — Eesti Päevaleht Online, 24 апреля 2007
- Eesti süü on iseseisvumises (недоступная ссылка) — Sirp, 4 мая 2007
- Venemaa tavarelvastusleppest taganemine oli hitlerlik samm — Eesti Päevaleht Online, 16 июня 2007
- Parim kaitse on rünnak — Delfi, 5 июля 2007
- Sotside kapitulatsioon — Delfi, 13 августа 2007
- Saakašvili saba raiutakse jupikaupa — Eesti Päevaleht Online,, 9 июля 2009
- Mart Helme toob tagasi aatelisuse — Kultuur ja Elu, март /2002
- Aatemees Moskvas (недоступная ссылка) — Eesti Ekspress, 19 февраля 2003
- Helme: EL vanad riigid müüks Eesti maha — Delfi, 17 мая 2007
- Helme võrdleb praegust Venemaad 1930ndate Saksamaaga — Postimees, 03 августа 2007
- TV3 video: Mart Helme avaldas artiklikogumiku Venemaast — Postimees Online, 24 августа 2007
- Март Хельме в передаче «Kukul külas», 16 марта 2003 года, I часть, II часть